# 河東義之
河東 義之（かわひがし よしゆき、1943年3月22日 - ）は、日本の建築史研究者。小山工業高等専門学校名誉教授。専門は近代建築史。藤森照信、堀勇良らが結成した「東京建築探偵団」のメンバーの一人。

## 来歴
愛媛県大洲市出身。1967年東京工業大学工学部建築学科卒、同年東京工業大学工学部助手。1976年小山工業高等専門学校助教授、1989年教授。1999年名誉教授、千葉工業大学工学部建築都市環境学科教授。2008年退職。
1980年からは宇都宮大学工学部非常勤講師を併任。1985年栃木県文化財保護審議会委員。2011年日本大学芸術学部非常勤講師。2013年日本大学大学院芸術学研究科非常勤講師。
2025年4月瑞宝小綬章受章。

## 著書
- 『ジョサイア・コンドル建築図面集』（中央公論美術出版）
- 『建築探偵術入門』（文春文庫　1986年）　東京建築探偵団著（宍戸実・堀勇良・藤森照信・清水慶一との共著）